# FIA-Formel-3-Trophäe
Die FIA-Formel-3-Trophäe (offiziell FIA Formula 3 International Trophy) war ein internationaler Formel-3-Wettbewerb, der von der FIA sanktioniert wurde. Der Wettbewerb wurde nur 2011 durchgeführt. Der schon geplante Wettbewerb 2012 wurde zu Gunsten einer europäischen Formel-3-Meisterschaft kurzfristig abgesagt. Einziger Gesamtsieger war Roberto Merhi.
Die FIA-Formel-3-Trophäe umfasste sowohl Rennen, die Bestandteil einer Formel-3-Meisterschaft waren, als auch Rennen, die bisher als Einzelveranstaltung stattfanden.
Die FIA-Formel-3-Trophäe verwendete das Standardpunktesystem der FIA. Das bedeutet, dass die ersten zehn des Rennens 25, 18, 15, 12, 10, 8, 6, 4, 2 bzw. 1 Punkt(e) bekamen. Die ersten drei Piloten dieses Wettbewerbs erhielten eine FIA-Superlizenz, die eine notwendige Voraussetzung zur Teilnahme an einem Formel-1-Rennwochenende darstellt.